# Plataforma de Sonda

Mapa de Sonda i Sahul, i les línies de Wallace, Lydekker i Weber

La plataforma de Sonda, des d'un punt de vista geològic, és una extensió, cap al sud-est, de la plataforma continental del Sud-est asiàtic. Les principals masses de terra de la plataforma són la península de Malaca, Sumatra, Borneo, Java, Madura, Bali i les petites illes que l'envolten. Cobreix una superfície aproximada d'1,85 milions de km². Les fondàries del mar sobre la plataforma rarament superen els 50 metres i les zones extensives són de menys de 20 metres, donant lloc a una fricció al fons i unes marees fortes. Les pendents submarines separen la plataforma de Sonda de les Filipines, Sulawesi i les illes Petites de la Sonda.
En biogeografia, Sundaland (en anglès) és el terme utilitzat per referir-se a aquesta regió del Sud-est asiàtic, la qual compren les zones de la plataforma continental asiàtica que van estar exposades durant l'última edat de gel, e inclou la península de Malaca al continent asiàtic, així com les grans illes de Borneo, Java i Sumatra i les illes que les envolten. Els límits orientals estan identificats biogeogràficament per la línia de Wallace, definida per Alfred Russel Wallace, la qual marca els límits orientals de la fauna de mamífers terrestres asiàtics, i és la frontera entre les ecozones Indomalaia i Australàsia.
La plataforma és el resultat de mil·lennis d'activitat volcànica i d'erosió de la massa continental d'Àsia, i l'acumulació i consolidació de les restes al llarg dels marges mentre el nivell del mar pujava i baixava. Els mars entre les illes cobreixen un antic peneplà relativament estable que es caracteritza per una baixa sismicitat, poques anomalies de la gravetat isostàtica i no tenir volcans actius, amb l'excepció de Sumatra, Java, i Bali, els quals en tant que estan connectats a la plataforma de Sonda, pertanyen geològicament al sistema orogènic de l'arc de la Sonda (és a dir, el sistema muntanyós de Sonda). Durant les glaciacions, el nivell del mar cau, i les grans extensions de la plataforma de Sonda estan exposades com a planes pantanoses. L'augment del nivell del mar durant un període de desglaç va ser de fins a 16 metres en 300 anys.
Els nivell actual del mar deixa submergit el sistema fluvial de Molengraaff del Plistocè, tres immensos sistemes fluvials submergits que van drenar Sundaland durant l'últim màxima glacial fa entre 18.000 i 20.000 anys. Generalment, els paleo-rius són extensions dels sistemes fluvials actuals i es pot interpretar que segueixen baixades topogràfiques en direcció cap avall. Durant l'època més seca del Plistocè les conques de l'oest de Borneo i gran part de Sumatra buidaven les seves aigües per mitjà del Gran Riu de Sonda, el qual sorgia entre l'illa de Belitung i Borneo fluint cap al nord-est entre les illes Natuna del nord i del sud. El nord de Java i el sud de Borneo buidaven en direcció est entre el sud de Borneo i Java.
Cap a l'est de la plataforma de Sonda es troba la plataforma de Sahul. La separació d'aquestes dues regions de mars poc profunds és Wallacea, la qual comprèn Sulawesi i els milers de petites illes que componen les illes Petites de la Sonda i les Moluques. Dins de Wallacea es troben alguns dels mars més profunds del món, amb profunditats de fins a 7.000 metres. Passant entre Bali i Lombok i, Borneo i Sulawesi, la Wallacea es caracteritza per una zona de transició de la flora i la fauna descrita per primera vegada per Alfred Russel Wallace. La complicada història de la formació d'illes a la plataforma de la Sonda i les connexions de pont terrestre canviants amb el sud-est asiàtic continental, s'han traduït en un alt grau d'endemisme i distribucions locals discontinues.
L'exposició de la plataforma de Sonda durant els canvis de nivell del mar té efectes en l'oscil·lació d'El Niño.
El 1845, W. Earle va descriure per primer cop els trets generals de les plataformes de Sonda i Sahul, a les quals va anomenar el "Gran Banc Asiàtic" i el "Gran Banc Australià" respectivament.